# El detectiu Conan: La catorzena víctima
El detectiu Conan: La catorzena víctima (名探偵コナン 14番目の標的 Meitantei Conan: Jūyon banme no Tagetto) és la segona pel·lícula basada en la sèrie Detectiu Conan. Es va estrenar el 18 d'abril del 1998 al Japó i a Catalunya el 24 de gener del 2010.

## Argument
Un matí, la Ran es desperta sobresaltada per un malson. En ell, a la seva mare Eri li tiren un tret. La Ran no té ni idea del perquè d'aquest somni fins que recorda que fa 10 anys, el seu pare Kogoro, quan encara era al cos de policia, va disparar a l'Eri com única manera d'arrestar el criminal Jo Murakami. Justament en aquests dies, en Jo Murakami ha sortit de la presó després de complir una condemna de 10 anys pels seus crims. Diverses persones són atacades i tots són coneguts d'en Kogoro. La primera és l'inspector Megure, la segona és l'Eri Kisaki i la tercera és el Dr. Agasa. En Conan dedueix que les víctimes són 13 i encara falten 10 persones. Comencen a buscar les víctimes per impedir aquests fets. Però ho aconseguiran? Morirà algun conegut d'en Kogoro? Qui seran les 10 persones?

## Música
El tema musical principal d'aquesta pel·lícula és "Shoujo no goro ni modotta mitai ni", del grup japonès Zard.
Per a aquesta pel·lícula, el músic japonès Katsuo Ohno va crear 36 noves pistes de so. Aquestes pistes de so van ser utilitzades posteriorment per a la sèrie, a partir de la tercera temporada.

## Curiositats
- En aquesta pel·lícula es descobreixen els motius pels que l'Eri va marxar de casa d'en Kogoro i de la Ran.
- Es descobreixen els noms de Juzo Megré i Hiroshi Agasa.
- S'explica el significat de la baralla de cartes francesa: els cors representen l'amor, els trèvols representen la felicitat, els rombes representen els diners i, per acabar, les piques representen la mort.
- S'anomenen molts vins francesos com el Château Petrus.
- Se cita Hercule Poirot, el detectiu creat per Agatha Christie.
- En Conan utilitza per primer cop una pistola.
- La pel·lícula ha recaptat quasi 1.050 milions de iens, o aproximadament 7 milions d'euros.

## Doblatge
- Estudi Doblatge: AUDIOCLIP S.A.
- Direcció: Teresa Manresa.
- Traducció: Marina Bornas.
- Repartiment:

| Personatge                    | veu catalana          | veu japonesa      |
| ----------------------------- | --------------------- | ----------------- |
| Shinichi Kudo                 | Óscar Muñoz           | KAPPEI YAMAGUCHI  |
| Conan Edogawa                 | Joël Mulachs          | MINAMI TAKAYAMA   |
| Ran Mouri                     | Núria Trifol          | WAKANA YAMAZAKI   |
| Kogoro Mouri                  | Jordi Royo            | AKIRA KAMIYA      |
| Dr. Hiroshi Agasa             | Fèlix Benito          | KENICHI OGATA     |
| Inspector Juuzou Megure       | Ramon Canals          | FÛRIN CHA         |
| Genta Kojima                  | Miquel Bonet          | WATARU TAKAGI     |
| Mitsuhiko Tsuburaya           | Elisabet Bargalló     | IKUE OOTANI       |
| Ayumi Yoshida                 | Berta Cortés          | YUKIKO IWAI       |
| Sonoko Suzuki                 | Eva Lluch             | NAOKO MATSUI      |
| Inspector Ninzaburo Shiratori | Roger Pera            | KANETO SHIOZAWA   |
| Eri Kisaki                    | Teresa Manresa        | GARA TAKASHIMA    |
| Peter Ford                    | Enric Isasi-Isasmendi | ANDY HOLYFIELD    |
| Minoru Nishina                | Antoni Forteza        | HIROTAKA SUZUOKI  |
| Doctor                        | Joan Pera             | ISSHIN CHIBA      |
| Nagaaki Shishido              | Francesc Belda        | KENJI UTSUMI      |
| Nana Koyamauchi               | Isabel Valls          | MAYA OKAMOTO      |
| Towako Okano                  | Glòria Gonzàlez       | MIYUKI ICHIJOU    |
| Kohei Sawaki                  | Santi Lorenz          | RYUSEI NAKAO      |
| Hiroki Tsuji                  | Carles di Blasi       | TAKASHI TANIGUCHI |